# Long Bình, Cần Thơ
Long Bình là một phường thuộc thành phố Cần Thơ, Việt Nam.

## Địa lý
Phường Long Bình có vị trí địa lý:
- Phía đông giáp xã Hòa An và xã Phương Bình
- Phía tây và phía nam giáp phường Long Mỹ
- Phía bắc giáp các xã Vĩnh Thuận Đông, Vĩnh Tường, Vị Thủy.

Phường Long Bình có diện tích 40,20 km², dân số năm 2024 là 26.378 người, mật độ dân số đạt 656 người/km².

## Lịch sử
Ngày 20 tháng 9 năm 1975, Bộ Chính trị ban hành Nghị quyết số 245-NQ/TW về việc hợp nhất tỉnh Cần Thơ (ngoại trừ huyện Thốt Nốt), tỉnh Sóc Trăng, tỉnh Trà Vinh, tỉnh Vĩnh Long thành một tỉnh, tên gọi tỉnh mới cùng với nơi đặt tỉnh lỵ sẽ do địa phương đề nghị lên.
Ngày 20 tháng 12 năm 1975, Bộ Chính trị ban hành Nghị quyết số 19/NQ về việc hợp nhất tỉnh Cần Thơ (bao gồm cả huyện Thốt Nốt của tỉnh Long Xuyên), tỉnh Sóc Trăng thành một tỉnh mới, tên gọi tỉnh mới cùng với nơi đặt tỉnh lỵ sẽ do địa phương đề nghị lên.
Ngày 24 tháng 2 năm 1976, Chính phủ Cách mạng lâm thời Cộng hòa miền Nam Việt Nam ban hành Nghị định số 3/NQ/1976 về việc hợp nhất tỉnh Cần Thơ, tỉnh Sóc Trăng và thành phố Cần Thơ thành một tỉnh mới, lấy tên là tỉnh Hậu Giang.
Ngày 21 tháng 4 năm 1979, Hội đồng Chính phủ ban hành Quyết định số 174-CP về việc chia xã Long Bình thuộc huyện Long Mỹ thành xã Long Bình và xã Long Hòa.
Ngày 26 tháng 10 năm 1981, Hội đồng Bộ trưởng ban hành Quyết định số 119-HĐBT về việc:
- Thành lập huyện Mỹ Thanh thuộc tỉnh Hậu Giang.
- Thị trấn Long Mỹ và xã Long Bình thuộc huyện Long Mỹ.

Ngày 28 tháng 1 năm 1991, Ban Tổ chức của Chính phủ ban hành Quyết định số 36/QĐ-TCCP về việc sáp nhập xã Long Hòa vào xã Long Bình.
Ngày 26 tháng 12 năm 1991, Quốc hội ban hành Nghị quyết về việc chia tỉnh Hậu Giang thành tỉnh Cần Thơ và tỉnh Sóc Trăng.
Ngày 26 tháng 11 năm 2003, Quốc hội ban hành Nghị quyết số 22/2003/QH11 về việc chia tỉnh Cần Thơ thành thành phố Cần Thơ trực thuộc trung ương và tỉnh Hậu Giang.
Ngày 28 tháng 12 năm 2010, Bộ Xây dựng ban hành Quyết định số 1139/QĐ-BXD về việc công nhận thị trấn Long Mỹ, huyện Long Mỹ là đô thị loại IV.
Ngày 15 tháng 5 năm 2015, Ủy ban Thường vụ Quốc hội ban hành Nghị quyết số 933/NQ-UBTVQH13 về việc:
- Thành lập thị xã Long Mỹ thuộc tỉnh Hậu Giang.
- Chuyển thị trấn Long Mỹ và xã Long Bình thuộc huyện Long Mỹ về thị xã Long Mỹ mới thành lập.
- Thành lập phường Bình Thạnh thuộc thị xã Long Mỹ trên cơ sở toàn bộ 265,37 ha diện tích tự nhiên, quy mô dân số là 3.546 người của ấp 1 thuộc thị trấn Long Mỹ; 427,12 ha diện tích tự nhiên, quy mô dân số là 2.399 người của ấp Bình Thạnh; 364,2 ha diện tích tự nhiên, quy mô dân số là 2.808 người của ấp Bình An; 173,7 ha diện tích tự nhiên, quy mô dân số là 365 người của ấp Bình Hiếu; 164,68 ha diện tích tự nhiên, quy mô dân số là 371 người của ấp Bình Hòa thuộc xã Long Bình, huyện Long Mỹ.
- Thành lập phường Vĩnh Tường thuộc thị xã Long Mỹ trên cơ sở 539,83 ha diện tích tự nhiên, quy mô dân số là 2.436 người của ấp Bình Tân; 206,74 ha diện tích tự nhiên, quy mô dân số là 2.002 người của ấp Bình Hòa và 249,21 ha diện tích tự nhiên, quy mô dân số là 2.690 người của ấp Bình Hiếu thuộc xã Long Bình, huyện Long Mỹ.

Sau khi điều chỉnh địa giới hành chính:
- Phường Bình Thạnh có 1.395,07 ha diện tích tự nhiên và quy mô dân số là 9.333 người.
- Phường Vĩnh Tường có 995,78 ha diện tích tự nhiên và quy mô dân số là 5.631 người.
- Xã Long Bình còn lại 1.461,34 ha diện tích tự nhiên và quy mô dân số là 5.662 người.

Ngày 25 tháng 9 năm 2015, HĐND tỉnh Hậu Giang về việc:
- Thành lập khu vực An Hòa thuộc phường Bình Thạnh trên cơ sở 164,68 ha diện tích tự nhiên, quy mô dân số là 371 người của ấp Bình Hòa và 144,68 ha diện tích tự nhiên, quy mô dân số là 795 người của ấp Bình An thuộc xã Long Bình, huyện Long Mỹ.
- Thành lập khu vực Bình An thuộc phường Bình Thạnh trên cơ sở 206,16 ha diện tích tự nhiên và quy mô dân số là 1.710 người của ấp Bình An thuộc xã Long Bình huyện Long Mỹ.
- Thành lập khu vực Bình Thạnh B thuộc phường Bình Thạnh trên cơ sở toàn bộ 265,37 ha diện tích tự nhiên và quy mô dân số là 3.546 người của ấp 1 thuộc thị trấn Long Mỹ, huyện Long Mỹ
- Thành lập khu vực Bình Thạnh C thuộc phường Bình Thạnh trên cơ sở 323,59 ha diện tích tự nhiên và quy mô dân số là 1.666 người của ấp Bình Thạnh thuộc xã Long Bình, huyện Long Mỹ.
- Thành lập khu vực Thạnh Hiếu thuộc phường Bình Thạnh trên cơ sở 173,7 ha diện tích tự nhiên, quy mô dân số là 365 người của ấp Bình Hiếu; 13,36 ha diện tích tự nhiên, quy mô dân số là 303 người của ấp Bình An và 103,53 ha diện tích tự nhiên, quy mô dân số là 733 người của ấp Bình Thạnh của xã Long Bình, huyện Long Mỹ.
- Thành lập khu vực Bình Hiếu thuộc phường Vĩnh Tường trên cơ sở 249,21 ha diện tích tự nhiên và quy mô dân số là 2.690 người của ấp Bình Hiếu thuộc xã Long Bình, huyện Long Mỹ
- Thành lập khu vực Bình Hòa thuộc phường Vĩnh Tường trên cơ sở 206,74 ha diện tích tự nhiên và quy mô dân số là 2.002 của ấp Bình Hòa thuộc xã Long Bình, huyện Long Mỹ.
- Thành lập khu vực Bình Tân thuộc phường Vĩnh Tường trên cơ sở 539,83 ha diện tích tự nhiên và quy mô dân số là 2.436 người của ấp Bình Tân thuộc xã Long Bình, huyện Long Mỹ.

Tính đến ngày 31/12/2024:
- Phường Bình Thạnh có 5 khu vực: An Hòa, Bình An, Bình Thạnh B, Bình Thạnh C, Thạnh Hiếu.
- Phường Vĩnh Tường có 3 khu vực: Bình Hiếu, Bình Hòa, Bình Tân.
- Xã Long Bình có 5 ấp: Bình Thuận, Bình Hiếu A, Bình Tân A, Bình Trung, Bình Lợi.

Ngày 12 tháng 6 năm 2025, Quốc hội ban hành Nghị quyết số 202/2025/QH15 về việc sắp xếp đơn vị hành chính cấp tỉnh (nghị quyết có hiệu lực từ ngày 12 tháng 6 năm 2025). Theo đó, sáp nhập tỉnh Hậu Giang và tỉnh Sóc Trăng vào thành phố Cần Thơ.
Ngày 16 tháng 6 năm 2025:
- Quốc hội ban hành Nghị quyết số 203/2025/QH15[16] về việc Sửa đổi, bổ sung một số điều của Hiến pháp nước Cộng hòa xã hội chủ nghĩa Việt Nam. Theo đó, kết thúc hoạt động của đơn vị hành chính cấp huyện trong cả nước từ ngày 1 tháng 7 năm 2025.
- Ủy ban Thường vụ Quốc hội ban hành Nghị quyết số 1668/NQ-UBTVQH15[1] về việc sắp xếp các đơn vị hành chính cấp xã của thành phố Cần Thơ năm 2025 (nghị quyết có hiệu lực từ ngày 16 tháng 6 năm 2025). Theo đó, thành lập phường Long Bình thuộc thành phố Cần Thơ trên cơ sở toàn bộ 14,41 km² diện tích tự nhiên, quy mô dân số là 12.432 người của phường Bình Thạnh; toàn bộ 10,27 km² diện tích tự nhiên, quy mô dân số là 6.741 người của phường Vĩnh Tường và toàn bộ 15,52 km² diện tích tự nhiên, quy mô dân số là 7.205 người của xã Long Bình thuộc thị xã Long Mỹ, tỉnh Hậu Giang.

Phường Long Bình có 40,20 km² diện tích tự nhiên và quy mô dân số là 26.378 người.

## Giao thông
Phường Long Bình có đường tỉnh 931 và quốc lộ 61B đi qua.